# 博約韋 (格尼奇斯克區)
46°17′11″N 34°39′5″E / 46.28639°N 34.65139°E
博約韋（烏克蘭語：Бойове）是位於烏克蘭南部的村莊，由赫爾松州海尼切斯克區的海尼切斯克市镇負責管轄。該村始建於1870年，面積13.1平方公里，海拔高度20米，2001年人口201，人口密度每平方公里15.3人。